# استئون
استئون (انگلیسی: Osteon)، واحد پایه ساختمانی استخوان متراکم است مشتمل بر یک کانال هاورس و تیغه‌های استخوانی هم‌مرکز اطراف آن.
استئون یا «سامانه هاورسی» کوچک‌ترین واحد ساختمانی استخوان فشرده است. اگر به استخوان زیر میکروسکوپ نگاه کنیم، استئون‌ها مثل لوله‌های ریز و منظم دیده می‌شوند که هر کدام از لایه‌های هم‌مرکز بافت استخوانی ساخته شده‌اند. این لایه‌ها را «صفحات هاورسی» می‌نامند و در وسط هر استئون یک کانال به نام کانال هاورسی وجود دارد که از آن رگ‌های خونی و اعصاب عبور می‌کنند تا سلول‌های استخوانی را تغذیه و پیام‌رسانی کنند.

علت وجود استئون‌ها این است که استخوان‌ها بتوانند هم محکم باشند و هم بتوانند خود را ترمیم کنند. این آرایش لایه‌لایه باعث می‌شود استخوان بتواند فشار و ضربه را در جهات مختلف تحمل کند، در حالی که کانال مرکزی اجازه می‌دهد مواد غذایی و اکسیژن به سلول‌های استخوانی برسد. همچنین این ساختار کمک می‌کند که استخوان بتواند در صورت آسیب، به‌سرعت بخش مورد نظر را بازسازی کند، چون یاخته‌ها و مواد لازم از طریق همین کانال‌ها و لایه‌ها جابه‌جا می‌شوند.
استئون ساختاری تقریباً استوانه‌ای دارد که درازای آن‌ها معمولاً چند میلی‌متر و قطرشان ۰٫۲ میلی‌متر است. استئون‌ها در استخوان بیشتر پستانداران و برخی از از گونه‌های پرندگان و خزندگان و دوزیستان موجودند.

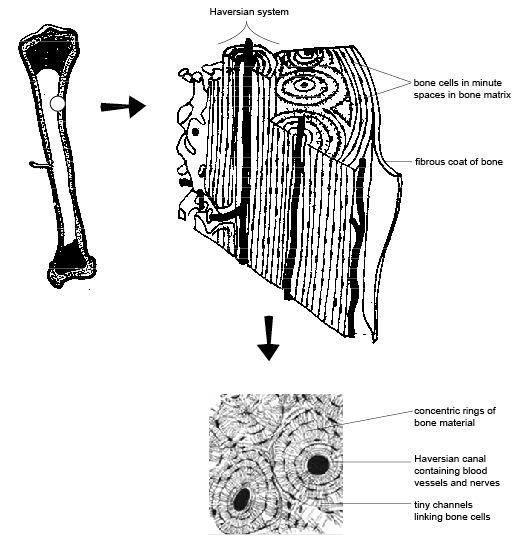

با افزایش سن یا در برخی بیماری‌ها، شکل و تراکم استئون‌ها تغییر می‌کند. مثلاً در پوکی استخوان، استئون‌ها نازک‌تر و کم‌تراکم‌تر می‌شوند که این باعث کاهش استحکام استخوان و افزایش خطر شکستگی می‌شود. از سوی دیگر، در ورزشکاران یا کسانی که فشار مکانیکی زیادی به استخوان وارد می‌کنند، تعداد و ضخامت استئون‌ها بیشتر می‌شود تا استخوان با شرایط جدید سازگار شود.

## بافت‌زایی
سامانهٔ هاورسی در جریان استخوان‌سازی درون‌غضروفی شکل می‌گیرد، فرایندی که با یک الگوی غضروفی آغاز می‌شود و به‌تدریج با بافت استخوانی جایگزین می‌گردد. استخوان‌سازها، که سلول‌های سازندهٔ استخوان هستند، اجزای آلی ماتریکس استخوانی (استخوان‌دینه) را ترشح می‌کنند و سپس آغازگر کانی‌سازی آن می‌شوند. وقتی استخوان‌سازها به‌وسیلهٔ ماتریکس استخوانی احاطه می‌شوند، به استخوان‌یاخته تمایز پیدا می‌کنند که در حفره‌ها جای می‌گیرند و بافت استخوانی را نگهداری می‌کنند. استخوان‌یاخته‌ها از راه کانال‌های ریز موسوم به میکروکانال‌ها با یکدیگر و با کانال هاورسی ارتباط دارند.

## ساختار
هر استئون از لایه‌های هم‌مرکز یا صفحه‌های بافت استخوانی متراکم تشکیل شده‌است که گرداگرد یک کانال هاورسی قرار دارند. کانال هاورسی حاوی رگ‌های خونی استخوان است. مرز یک استئون، خط سِمانت نامیده می‌شود.
هر کانال هاورسی به‌وسیلهٔ تعداد متغیری (۵ تا ۲۰) از صفحه‌های استخوانی هم‌مرکز احاطه می‌شود. نزدیک سطح استخوان متراکم، صفحه‌ها موازی با سطح استخوان قرار می‌گیرند که به آن‌ها «صفحه‌های محیطی» گفته می‌شود. بخشی از استخوان‌سازها به استخوان‌یاخته تبدیل می‌شوند که هرکدام در فضای کوچکی به نام حفره زندگی می‌کنند. استخوان‌یاخته‌ها از راه شبکه‌ای از کانالیکول‌ها با زوائد سیتوپلاسمی همتایان خود تماس برقرار می‌کنند. این شبکه، تبادل مواد مغذی و پسماندهای متابولیکی را ممکن می‌سازد. رشته‌های کلاژن در هر صفحه موازی با یکدیگر قرار می‌گیرند، ولی آرایش رشته‌های کلاژن در صفحه‌های مجاور مایل است. تراکم رشته‌های کلاژن در مرز میان صفحه‌ها کمتر است و همین، نمای میکروسکوپی ویژهٔ برش عرضی استئون‌ها را ایجاد می‌کند. فضای میان استئون‌ها با صفحه‌های بینابینی پر می‌شود که بازماندهٔ استئون‌هایی هستند که بخشی از آن‌ها در جریان بازجذب استخوان در فرایند بازسازی استخوان برداشته شده‌است.
استئون‌ها از راه کانال‌های مایل موسوم به کانال ولکمان یا «کانال سوراخ‌کننده» به یکدیگر و به پریوست متصل می‌شوند.

### ماده بنیادی
مواد معدنی که قسمت اعظم ماده بنیادی یا زمینه‌ای (ماتریکس) استخوان را تشکیل می‌دهد شامل فسفات کلسیم، کربنات کلسیم، هیدروکسی‌آپاتایت، و مواد آلی آن از گلیکوزامینوگلیکان‌ها که از انواع کندروایتین سولفات‌های ۴ و ۶ است، به صورت سیمانی همراه با رشته‌های کلاژن به یکدیگر محکم می‌شوند و ایجاد تیغه‌های استخوانی را می‌نمایند، که در استحکام استخوان مؤثرند. هر تیغه استخوانی فاصله بین ردیف‌های سلول‌های استئوسیت است که توسط ماده بنیادی، مواد کلسیمی و کلاژن پر شده‌است. گلایکوپروتئین‌های استخوان (استئوکلسین و سیالوپروتئین) دارای قدرت جذب ترکیبات کلسیمی فراوان می‌باشد.
تیغه‌های استخوانی که به ضخامت ۳ تا ۷ میکرون می‌باشند، از اختصاصات بافت استخوانی بالغ می‌باشد. استخوان اسفنجی به شکل تیغه‌های نامنظم قرار دارند و در حالی که تیغه‌های آن‌ها توسط مغز استخوان از یکدیگر جدا شده‌اند، حفره حفره به نظر می‌رسند.

### استئون‌های رانشی
استئون‌های رانشی پدیده‌ای هستند که به‌طور کامل شناخته نشده‌اند. «استئون رانشی» به استئونی گفته می‌شود که هم به‌طور طولی و هم عرضی از میان قشر استخوان عبور می‌کند. یک استئون ممکن است در یک جهت «رانش» پیدا کند یا چندین‌بار جهت خود را عوض کند و در مسیر حرکت، دُمی از صفحه‌ها را پشت سر کانال هاورسی در حال پیشروی بر جای گذارد.

## کاربردهای پژوهشی
در پژوهش‌های زیست‌باستان‌شناسی و بررسی‌های جنایی، استئون‌های یک قطعهٔ استخوان می‌توانند برای تعیین جنسیت یک فرد و سن، همچنین بررسی جنبه‌هایی از رده‌شناسی، رژیم غذایی، سلامت و پیشینهٔ حرکتی به‌کار روند.
آرایش استئون‌ها بسته به ردهٔ جانوری تغییر می‌کند، به‌طوری‌که می‌توان بر پایهٔ یک قطعهٔ استخوان، جنس و گاه گونه را تشخیص داد. با این حال، در میان استخوان‌های مختلف یک اسکلت، تفاوت زیادی وجود دارد و ویژگی‌های برخی از استئون‌های جانوری با استئون‌های انسانی هم‌پوشانی دارد، بنابراین بررسی استئون‌ها ابزار اصلی برای تحلیل بقایای استخوانی نیست. هرچند به پژوهش بیشتری نیاز است، استخوان‌بافت‌شناسی می‌تواند تأثیر مثبتی بر مطالعات زیست‌باستان‌شناسی، دیرین‌شناسی و پزشکی قانونی بگذارد.
در چند دههٔ اخیر، بررسی‌های استخوان‌بافت‌شناسی روی دایناسورهای فسیل‌شده برای پاسخ به پرسش‌هایی مانند چرخهٔ رشد دایناسورها و یکنواختی یا تفاوت این چرخه میان گونه‌ها و نیز بررسی این موضوع که آیا دایناسورها خون‌گرم بوده‌اند یا نه به‌کار رفته‌است.